# Daphnellopsis lamellosa
Daphnellopsis lamellosa é uma espécie de gastrópode do gênero Daphnellopsis, pertencente à família Muricidae.